# Maść siarkowa
Maść siarkowa (łac. Sulfuri unguentum FP XIII, syn. Unguentum sulfuratum) – preparat galenowy do użytku zewnętrznego, sporządzany według przepisu farmakopealnego w zakresie receptury aptecznej. W Polsce na stan obecny (2024) skład określa monografia narodowa ujęta w Farmakopei Polskiej XIII. Maść typu zawiesiny (składnik rozproszony w podłożu), wykazująca działanie wysuszające, odkażające, grzybobójcze oraz słabo przeciwzapalne. Działanie maści polega na rozpulchnianiu i pęcznieniu naskórka pod wpływem tworzących się w skórze siarczków i produktów ich utleniania.
Znalazła zastosowanie głównie w leczeniu świerzbu, ale i także w zmianach łojotokowych skóry, grzybicach, trądziku młodzieńczym. Niekiedy w ropnych chorobach skóry (w połączeniu z antybiotykami) oraz liszajach.

## Skład
Skład maści od roku 1954 (FP III) do obecnego stanu (FP XIII) jest następujący:
siarka strącona (Sulfur praecipitatum) - 30 cz.
smalec wieprzowy farmaceutyczny (Adeps suillus). - 70 cz.
Dawniej (FP II) skład był podobny; różnił się podłożem, którym był smalec benzoesowy (Adeps benzoinatus).